# カダル派
カダル派（アラビア語: قدرية, ラテン文字転写: Qadarīya, 英語: Qadarites）は、イスラーム教の教義形成期に用いられた神学上の用語で、人間が自由意志を持つことを主張した一群の人々を指す。カダル派はその前提に立って、人間が自由意志を働かせた結果である自らの行動に責任があると主張し、アッラーが罰を与えることの正当性と、悪がこの世に存在することにアッラーの責任はないこととを主張した。

## 情報源
Van Ess (1978) によると、カダル派に関する情報源になる同時代史料としては、たとえば、次のものがある:368。
- ハサン・バスリーの Risālat al-qadar ilā ʿAbd al-Malik （御稜威に関するアブドゥルマリクへの書簡）[1]:368
- ハサン・ブン・ムハンマド・ブヌル・ハナフィーヤやウマル・ブン・アブドゥルアズィーズ・ウマウィーらによるカダル派を否定する内容の書簡[1]:368
- 9世紀の学者フシャイシュ（ヒジュラ暦3世紀の Abū 'Āṣim Khushaysh ibn Aṣram al-Nasā'ī ）の著作[1]:368
- イブン・クタイバ、イブン・ハジャル、スユーティー、イブヌル・ムルタダー、ザハビーらの著作中のカダル派学者のリスト[1]:368
- タバリーなどの歴史書に散発的にみられる、カダル派学者への言及[1]:368
- スンナ派六大ハディース集の一書、ムスリムの『サヒーフ集』におけるカダル派への反駁[1]:368。

## カダル派の歴史的発展
「カダル」（ قدر, qadar）は御稜威の意である。カダル派なる派名は当時の多数派からの蔑称である。また、カダル派としてひとまとめにされた人々が主張する内容は一様ではなかった。
カダル派は、イスラームにおける最初期の哲学的学派であり、694年ごろから699年ごろまでの間にカリフに宛てて書かれたハサン・バスリーの書簡においてカダル派の主張が初めて示されたとされるが、自由意志（liberum arbitrium）に関する議論自体はこの書簡よりも前から議論されていたとみられる。預言者の教友であったマァバード・ジュハニーの呈した疑問はカダル派の源流とされる。
スンナ派六大ハディース書の一書、アブー・ダーウードの『スナン集』は、アブドゥッラー・ブン・ウマルが伝えた伝承（ハディース）として、「預言者ムハンマドが、人間の自由意志の存在を認める者たちを批難した」との解釈も可能な伝承を収録している。この伝承によれば、預言者は、そのような者たちの考えが、予定説を否定するゾロアスター教徒と同じような考えであると考えていたようにも解釈できる。
ヒジュラ暦3世紀（西暦9世紀）にはカダル派のほかに、神の予定説を主張するジャブル派、人間の人間に対する判断を保留して神に判断を委ねるムルジア派といった神学的思想が生まれた。このような発展のきっかけとなったのは、人間の信仰と行為に関するハワーリジュ派の問題提起である。
カダル派とみなされた人物としては、ガイラーン・ディマシュキーやスィンブーヤ・アスヴァーリーがいる。
カダル派の主張の一部はその後、ムゥタズィラ派に取り入れられる。その一方でアシュアリー派からは反駁を受けた。

## カダル派の思想
694年から699年の間に書かれたハサン・バスリーの書簡には、アッラーは善のみを創造する、悪は人間、もしくはシャイターンに由来するといった内容が書かれており、穏健なカダル派の思想が読み取れる。ハサン・バスリーはさらに、人間は善と悪、いずれかを自由に選び取ることができ、全知なるアッラーは人間がどちらを選び取るかを知っているとし、罪へ至るイドラール（iḍlāl ここでは「錯誤」と訳す）の機会を人間がアッラーに与えて初めて、アッラーは人間をイドラールへと導くに過ぎないとした。